# Epidendrum churunense
Epidendrum churunense là một loài thực vật có hoa trong họ Lan.  Loài này được Garay & Dunst. mô tả khoa học đầu tiên năm 1965.